# 네쓰케

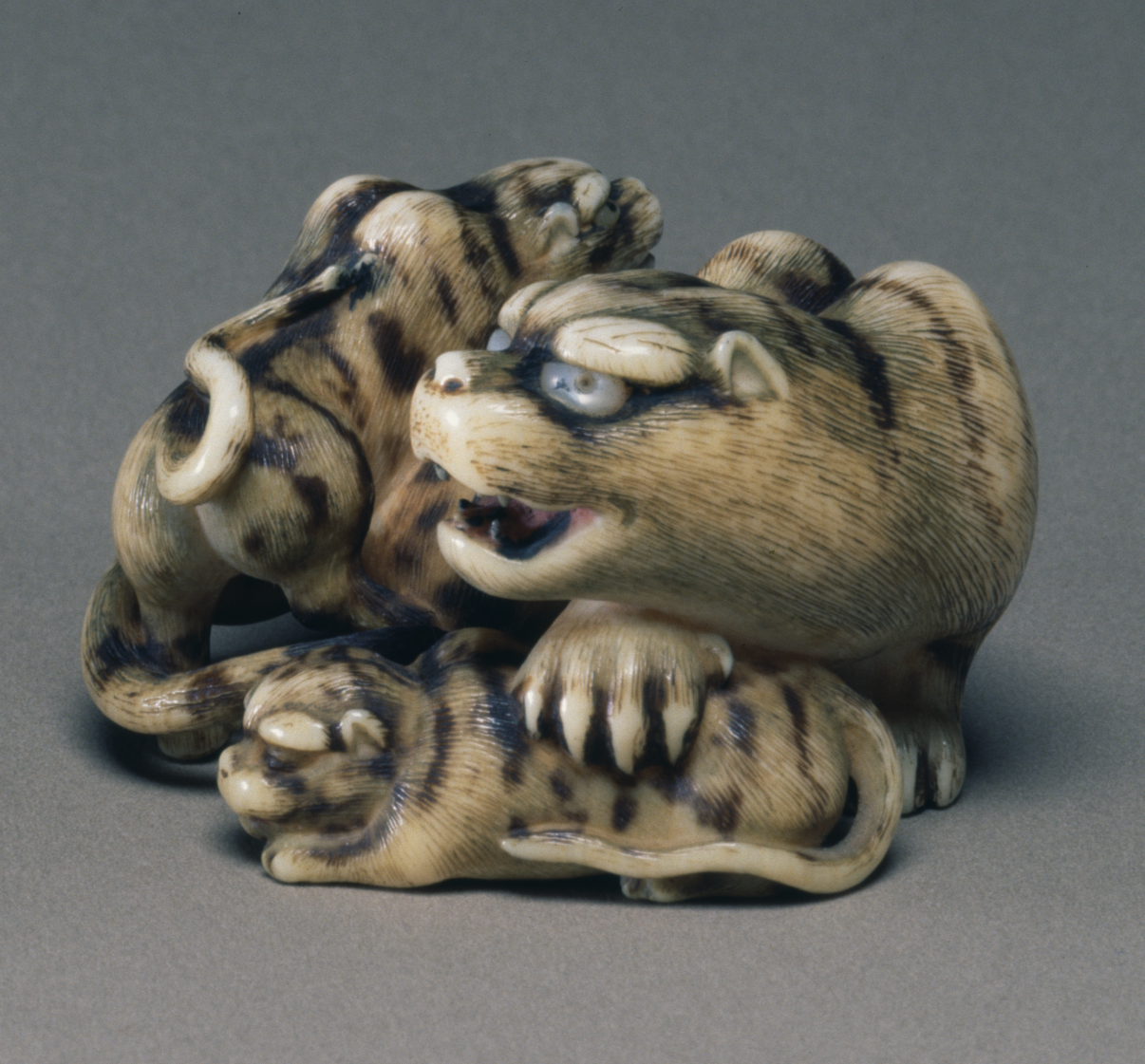

네쓰케(일본어: 根付)는 에도 시대의 담배함이다. 끈으로 옷에 묶고 다녔다.

## 같이 보기
- 다루마